# 大谷吉忠
大谷 吉忠（おおたによしただ、天保9年(1838年) 1月7日 -明治45年(1912年) 2月22日)は、椎谷藩12代藩主 堀之敏、13代藩主 堀之美の時代の椎谷藩士。江戸時代は御目見以上に列し、廃藩置県の後の「明治四年 椎谷官職録」によると、当時の官職は少属。藩主堀之美が藩知事の職を引いて東京に転住した後、椎谷の後事の負託に任じた。

## 来歴
出自
1838年(天保9年) 1月7日、大谷彦四郎の長男として椎谷で誕生する。幼名は政之助。弟は大谷吉正。
母 しげ(大谷岩衛門 三女)は、大谷家の正統を受け継いだしっかりした女丈夫だったといい、吉忠は幼にして出仕、藩公に従って江戸へも行った。
祖父の大谷岩右衛門(大谷吉珍)は椎谷代官として相当な権勢を誇ったというが、男児に恵まれず、三女 しげの婿 彦四郎に跡目を譲り、文化4年(1807年)に没した。婿 彦四郎は性来虚弱な質であったので、吉忠がまだ幼い頃に跡目を譲り、自らは次男 吉正を伴い町人として下町に別居する事になったため、吉忠は幼少より武士として秩禄せられ、椎谷陣屋南門前にあった本宅に居住した。
祖母は鎮守府将軍 藤原利仁の血筋。
大谷家邸宅
椎谷陣屋の後方に通称お長屋と呼ばれた藩士達の住居が立ち並んでおり、大谷本宅は椎谷陣屋南門前にあった。椎谷は北越戦争の戦地となり、領地は甚大な被害を受け、本陣及び多くの藩士邸の焼失の厄を受けた。大谷家邸宅はその後新築され、後年隣接地を買い広げ、大谷家邸宅は平成19年(2007年)7月の新潟県中越沖地震まで椎谷陣屋後方に在ったが、地震の被害により破損し、取り壊され現在はもう無い。
子孫
- 長男 大谷岩太郎(1864-1950)は、北海道に渡り、旭川村の発展に貢献した。
  - 美代(岩太郎長女)
  - 顕(岩太郎長男)
  - 東策(岩太郎次男)
  - 美津(岩太郎二女)
  - ハナ(岩太郎三女)
  - 喜代(岩太郎四女)
  - 行平(岩太郎三男)
  - 正衛(岩太郎四男)
  - 吉雄(岩太郎五男)

- 長女 岸子
- 次男 虎雄
- 三男 三郎
- 四男
- 二女 ミネ
- 五男
- 三女 トフ
- 四女 久美
- 六男 貞
- 六女 久良